# 鮮竹卷

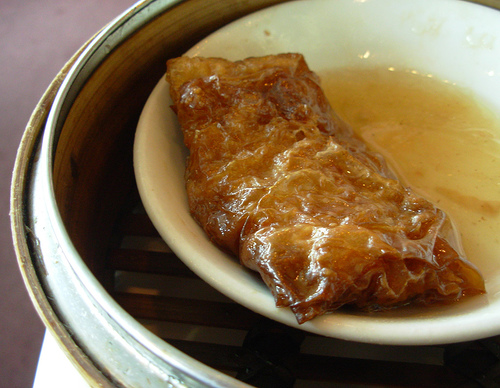
鮮竹卷

鮮竹卷是一種廣東點心，其內容餡料包括豬肉、冬菇、竹筍和生菜等，由一片腐皮包裹，再加上蠔油芡汁。鮮竹卷在廣東及香港的茶樓很常見，遠至美國和加拿大的粤式茶樓也可以食到的點心。

## 健康問題
香港食物環境衞生署曾經提點市民中式點心的含量，包括不少飽和脂肪、鈉、鈣等。所以吃中式點心，例如鮮竹卷等，要一盅兩件為佳。

## 相關
- 腐皮卷
- 春卷